# Bourgbarré
Bourgbarré är en kommun i departementet Ille-et-Vilaine i regionen Bretagne i nordvästra Frankrike. Kommunen ligger i kantonen Bruz som tillhör arrondissementet Rennes. År 2022 hade Bourgbarré 4 692 invånare.

## Befolkningsutveckling
Antalet invånare i kommunen Bourgbarré
Referens:INSEE